# Myosotis afropalustris
Myosotis afropalustris är en strävbladig växtart som beskrevs av Charles Henry Wright. Myosotis afropalustris ingår i släktet förgätmigejer, och familjen strävbladiga växter. Inga underarter finns listade i Catalogue of Life.